# Vigneux-de-Bretagne
Vigneux-de-Bretagne (bretonsko Gwinieg-Breizh) je naselje in občina v francoskem departmaju Loire-Atlantique regije Loire. Leta 2012 je naselje imelo 5.572 prebivalcev.

## Geografija
Kraj leži v pokrajini Bretaniji 24 km severozahodno od Nantesa.

## Uprava
Občina Vigneux-de-Bretagne skupaj s sosednjimi občinami La Chapelle-sur-Erdre, Fay-de-Bretagne, Grandchamps-des-Fontaines, Sucé-sur-Erdre in Treillières sestavlja kanton La Chapelle-sur-Erdre; slednji se nahaja v okrožju Nantes.

## Zanimivosti
- cerkev sv. Martina iz druge polovice 19. stoletja,
- cerkev sv. Trojice, La Paquelais, iz sredine 19. stoletja,
- grajska kapela, Château du Bois Rignoux,
- podeželski eko-muzej, La Paquelais.